# Anne Qvarfordh
Anne Qvarfordh (född Sandberg), född 14 augusti 1965 i Lund, uppvuxen i Varberg, Sverige, är en svensk handikappidrottare som tävlade i simning för Varbergs Handikappidrott. 
Redan som 17-åring tog Anne Qvarfordh guldmedalj och satte världsrekord på 50m ryggsim vid VM i Göteborg. Vid Paralympiska sommarspelen 1984 tog hon 4 bronsmedaljer. Anne Qvarfordh avslutade sin internationella karriär med tre VM-brons 1986.

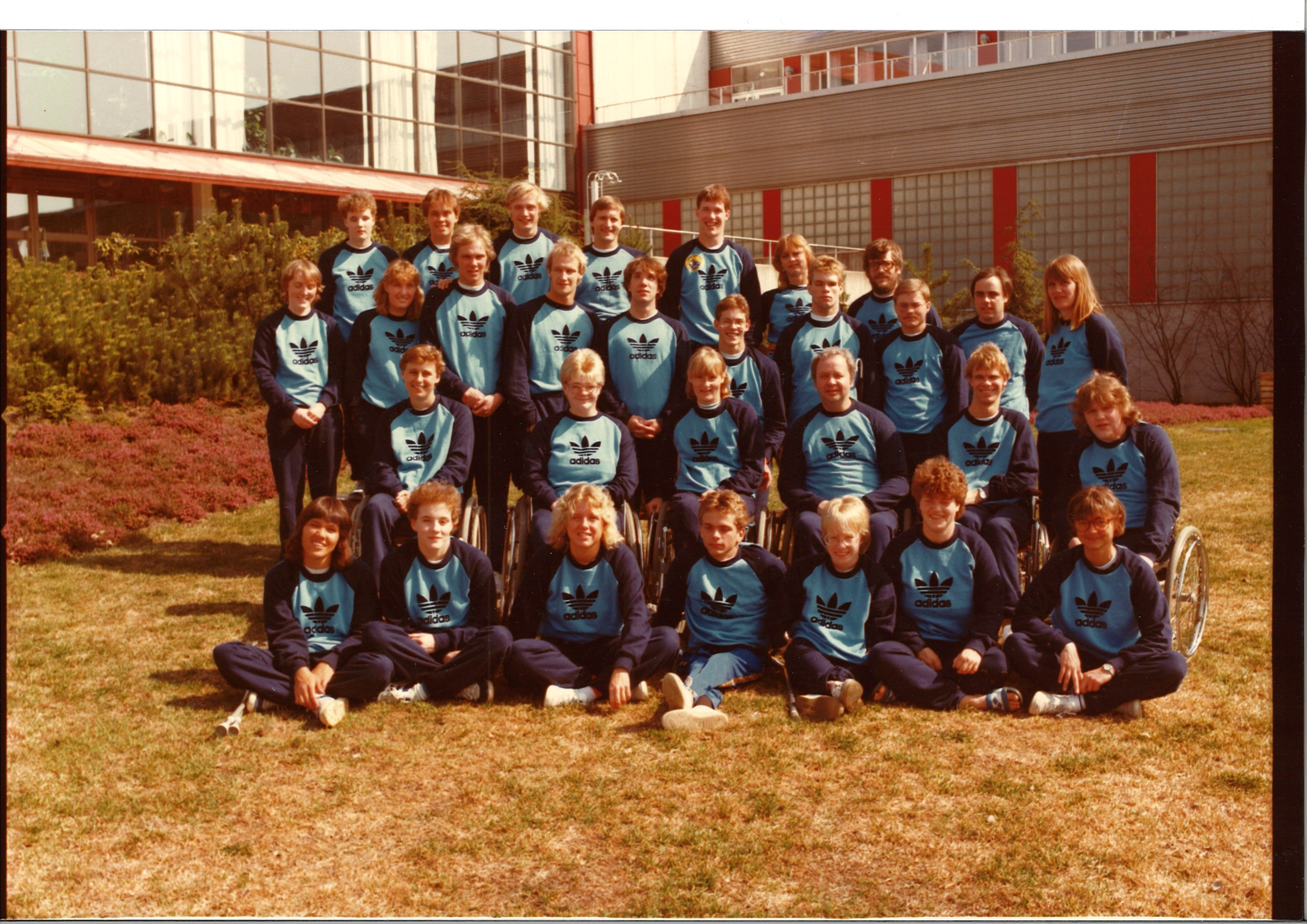
Svenska landslagstruppen i simning vid Paralympiska spelen i New York 1982. Anne Qvarfordh står i bakersta raden, 2:a från vänster

Anne Qvarfordh mottog Stora Grabbars och Tjejers Märke 1987 .
Efter sin simkarriär tävlade Anne Qvarfordh i drakbåtspaddling. Hon var med och representerade Sverige vid Drakbåts-VM för landslag 1997, där laget tog en bronsmedalj i 20-manna mixed 250 meter.

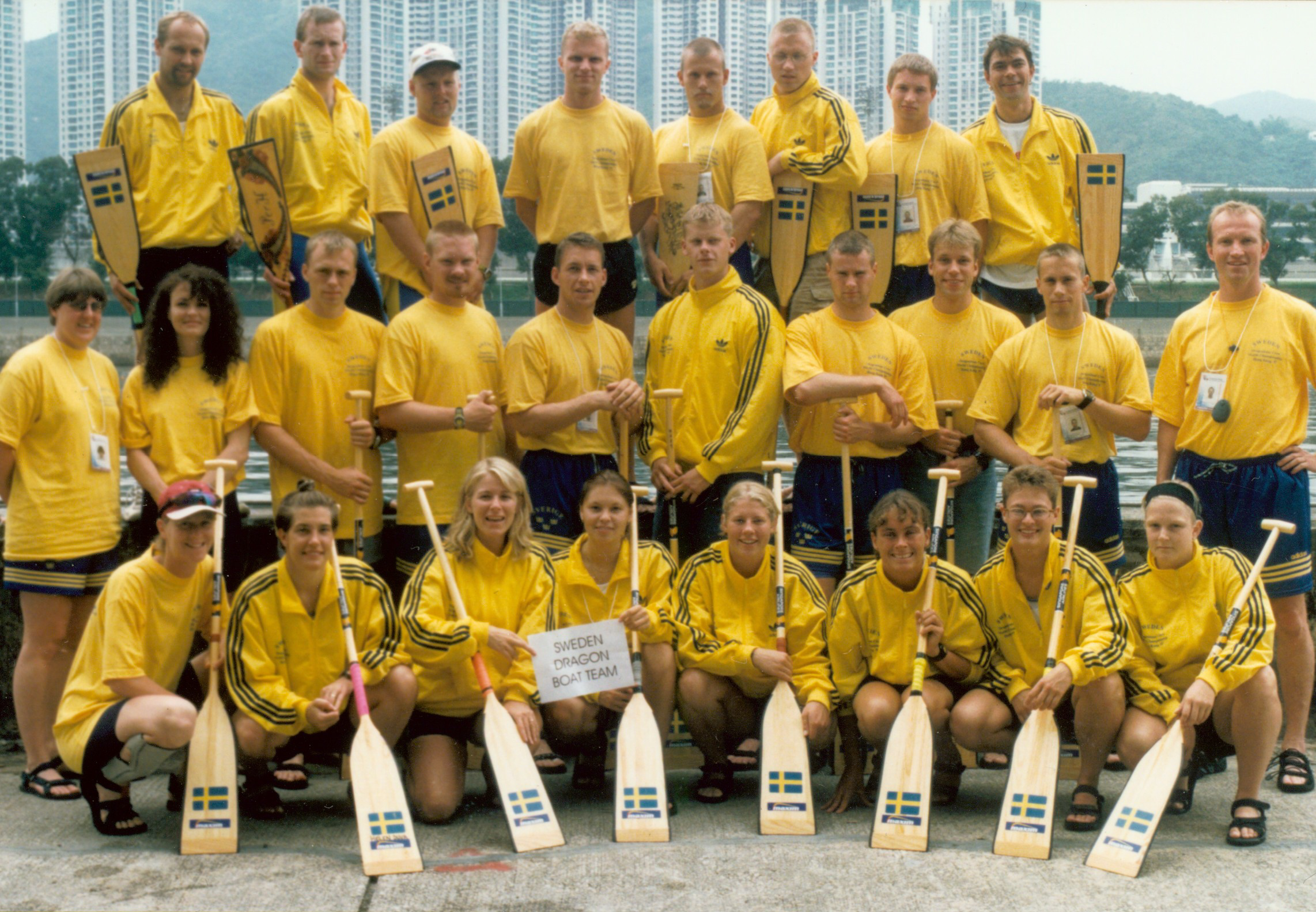
Lagfoto för det svenska landslaget 20-manna mixed 250 meter som tog VM-brons 1997. Anne Qvarfordh i främsta raden, 3:a från höger

## Resultat i paralympiska sommarspelen i Stoke Mandeville & New York 1984
100 meter ryggsim C5, final 1:48.32 (brons)
100 meter frisim C5, final 1:33.23 (brons)
200 meter frisim C5, kval 3:15.01, final 3:18.19 (brons)
50 meter ryggsim C5, kval 50.00, final 50.83 (brons)